# Min Chunfeng
Min Chunfeng (China, 17 de marzo de 1969) fue una atleta china, especializada en la prueba de lanzamiento de disco en la que llegó a ser medallista de bronce mundial en 1993.

## Carrera deportiva
En el Mundial de Stuttgart 1993 ganó la medalla de bronce en el lanzamiento de disco, llegando hasta los 65.26 metros, tras la rusa Olga Chernyavskaya y la australiana Daniela Costian.